# 松永守央
松永 守央（まつなが もりお、1949年8月 -　）は、日本の工学博士、九州工業大学学長。
大阪府出身。1977年京都大学大学院工学研究科工業化学専攻博士課程修了、1977年米国テネシー大学博士研究員、1978年九州工業大学工学部講師、1980年工学部助教授、1996年工学部教授、2002年附属図書館長・副学長、2003年大学院工学研究科教授、2004年理事兼副学長、2010年九工大学長。2025年、瑞宝中綬章受章。

## 参考資料
- ふくおか経済　新学長に松永守央副学長
- 九州工業大学　歴代校長・学長
- 科学研究費助成データベース 松永守央